# Lioudmila Nazarova
Lioudmyla Oleksandrivna Nazarova (ukrainien : Людмила Олександрівна Назарова, qui publie comme L. A. Nazarova, parfois orthographié Liudmila, Ludmila ou Lyudmila ; née le 14 May 1938 à Vologda, URSS) est une mathématicienne ukrainienne spécialiste en algèbre linéaire et en théorie des représentations.

## Formation et carrière
Lioudmila Nazarova est née dans la famille du mathématicien Olxander Nazarov. Elle commence ses études à l'université nationale Taras Shevchenko de Kiev, où elle rencontre son futur mari Andrei Vladimirovitch Roiter. Ensemble, ils sont transférés à l'université d'État de Leningrad où Nazarova soutient son doctorat sous la direction de Dmitry Faddeev. Roiter et elle reviennent à Kiev et Nazarova est recrutée comme chercheuse à l'institut de mathématiques de l'Académie des sciences d'Ukraine, devenue depuis l'Académie nationale des sciences d'Ukraine. Elle est désormais retraitée.

## Quelques résultats remarquables
Avec son mari, Andrei Roiter, Nazarova fonde la théorie des représentations des ensembles partiellement ordonnés (Nazarova et Roiter 1972), et résout la deuxième conjecture de Brauer-Thrall en démontrant ce qui est désormais connu comme le théorème de Nazarova-Roiter (Nazarova et Roiter 1973),,. Ses recherches apportent également des résultats pionniers sur les représentations des carquois (Nazarova 1973) et sur les problèmes matriciels de type sauvage (Nazarova 1974).

## Publications choisies
- L. A. Nazarova et A. V. Roĭter, « Representations of partially ordered sets », Zapiski Naučnyh Seminarov Leningradskogo Otdelenija Matematičeskogo Instituta im V. A. Steklova Akademii Nauk SSSR, vol. 28,‎ 1972, p. 5-31 (MR 0340121)
- L. A. Nazarova et A. V. Roĭter, Kategornye matrichnye zadachi i problema Brauèra-Trèlla [« Categorial matrix problems, and the Brauer-Thrall problem »], Kiev, Izdat. Naukova Dumka, 1973, 100 p. (MR 0412233)
- L. A. Nazarova, « Representations of quivers of infinite type », Izvestiya Akademii Nauk SSSR, vol. 37, no 4,‎ 1973, p. 752-791 (DOI 10.1070/IM1973v007n04ABEH001975, Bibcode 1973IzMat...7..749N, MR 0338018)
- L. A. Nazarova, « Representations of partially ordered sets of infinite type », Funkcional'nyi Analiz i ego Priloženija, vol. 8, no 4,‎ 1974, p. 93-94 (MR 0354455)